# Truth or Consequences (Nouveau-Mexique)
Pour les articles homonymes, voir Truth or Consequences.
La ville de Truth or Consequences est une ville du comté de Sierra, dans l'État du Nouveau-Mexique, aux États-Unis. Elle est située le long du fleuve Río Grande, dans le sud-ouest de l'État. La ville est principalement connue pour son changement de nom en 1950, à la suite d’un concours organisé par l’émission radiophonique Truth or Consequences (Vérité ou Conséquences), remplaçant ainsi son ancien nom, Hot Springs. Elle demeure renommée pour ses sources thermales naturelles, qui attirent depuis le début du XXe siècle des visiteurs à des fins thérapeutiques et récréatives. La ville comptait 6 052 habitants en 2020.

## Géographie

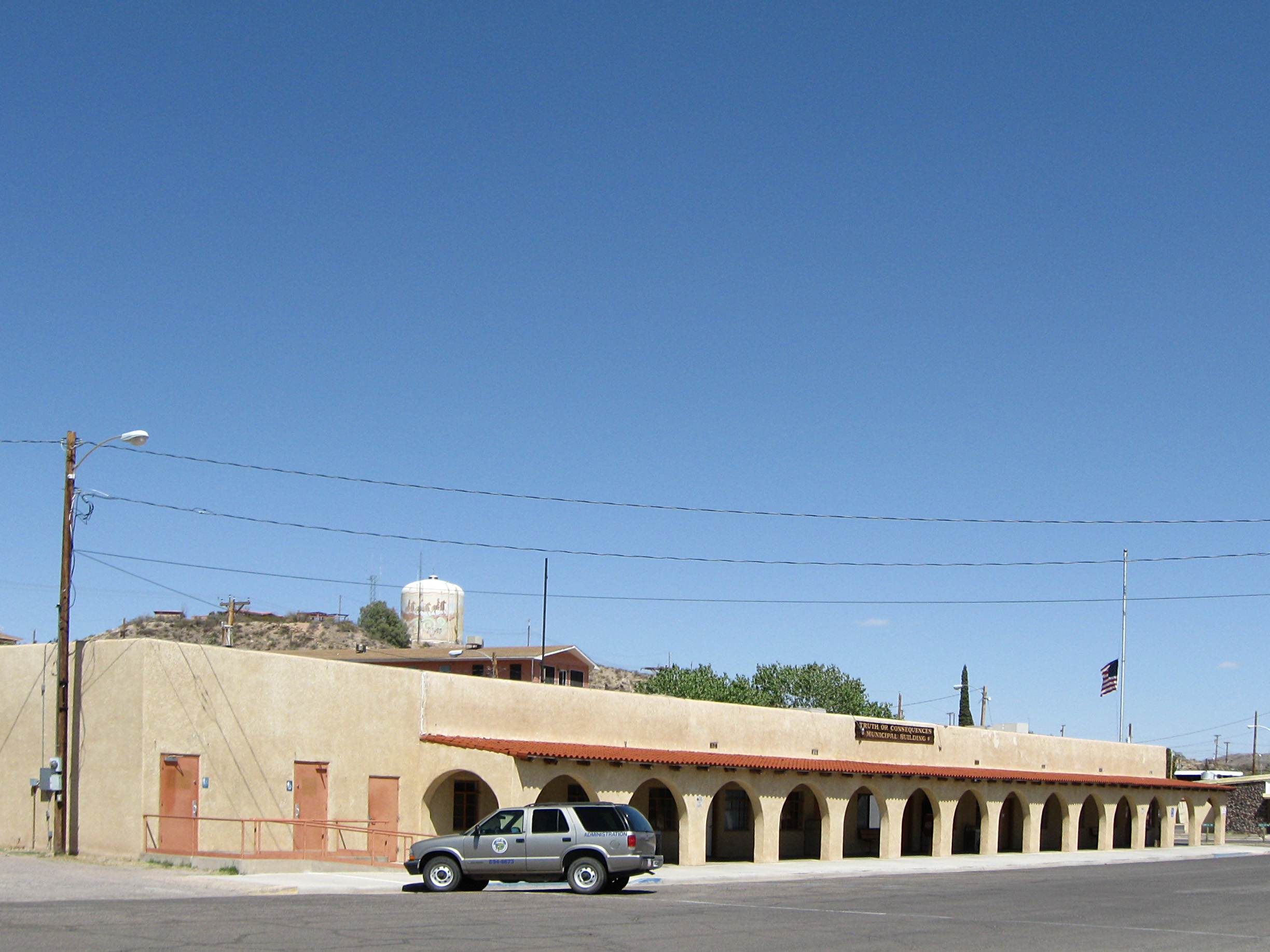
L'hôtel de ville.

La ville est située sur le Rio Grande, près du réservoir d'Elephant Butte. Elle est desservie par l'aéroport municipal Truth or Consequences, l'Interstate 25, l'I-25 Business, la New Mexico State Road 51 (NM 51), la NM 181 et la NM 187 .

## Histoire
La ville s’est développée au début du XXe siècle sous le nom de Hot Springs mais, afin de relancer son activité touristique, elle prit en 1950 le nom d'une émission de radio, quand l'animateur du jeu Truth or Consequences, Ralph Edwards, annonça que l'émission se tiendrait dans la première ville qui prendrait son nom. Ralph Edwards vint dans la ville le premier week-end de mai pendant les 50 ans qui suivirent, assister à la Fiesta de la ville, qui comprenait un concours de beauté et une parade.

## Population et société
| Groupe            | Truth or Consequences | Nouveau-Mexique | États-Unis |
| ----------------- | --------------------- | --------------- | ---------- |
| Blancs            | 85,7                  | 68,4            | 72,4       |
| Autres            | 7,6                   | 15,2            | 6,4        |
| Métis             | 3,7                   | 3,8             | 2,9        |
| Amérindiens       | 1,9                   | 9,4             | 0,9        |
| Afro-Américains   | 0,6                   | 2,1             | 12,6       |
| Asiatiques        | 0,5                   | 1,4             | 4,8        |
| Total             | 100                   | 100             | 100        |
|                   |                       |                 |            |
| Latino-Américains | 28,2                  | 46,3            | 16,7       |

Selon l’American Community Survey, pour la période 2011-2015, 80,87 % de la population âgée de plus de 5 ans déclare parler l'anglais à la maison, 17,96 % l'espagnol et 1,18 % une autre langue.

## Climat
| Mois                              | jan. | fév. | mars | avril | mai  | juin | jui. | août | sep. | oct. | nov. | déc. | année |
| --------------------------------- | ---- | ---- | ---- | ----- | ---- | ---- | ---- | ---- | ---- | ---- | ---- | ---- | ----- |
| Température minimale moyenne (°C) | −2,6 | −0,2 | 2,9  | 6,9   | 12,3 | 16,9 | 19,4 | 18,4 | 14,7 | 8,2  | 1,4  | −2,6 | 8,1   |
| Température maximale moyenne (°C) | 13,7 | 16,9 | 20,6 | 25,3  | 30,3 | 35,2 | 35,2 | 33,5 | 30,8 | 25,1 | 18,5 | 13   | 24,8  |
| Précipitations (mm)               | 11,4 | 9,4  | 8,4  | 5,8   | 9,1  | 21,3 | 51,8 | 53,3 | 41,1 | 30,7 | 15,2 | 16,5 | 277,2 |

## Dans la culture populaire
La ville de Truth or Consequences est un des lieux dans lequel se déroule le double épisode Vérité ou Conséquences, septième de la neuvième saison de la seconde série de la série télévisée britannique de science-fiction Doctor Who.
La ville est également, début 2018, le théâtre d'un événement spécial intitulé Outbreak dont la thématique est un virus se répandant parmi la population et transformant ses hôtes en zombies et autres créatures mutantes, lors de la saison 1 (Operation Chimera) de la 3e année de contenu du jeu vidéo de tir Tom Clancy's Rainbow Six Siege.
Cette thématique et des environnements inspirés de la ville sont repris dans le jeu Tom Clancy's Rainbow Six Extraction sorti en 2022. La ville est accessible en tant que quatrième carte, divisée en trois zones.